# Championnats de France d'athlétisme 1943
Navigation
Championnats 1942 Championnats 1945
Les Championnats de France d'athlétisme 1943 ont eu lieu les 24 et 25 juillet 1943 au Stade Municipal de Lyon. Les épreuves féminines se sont déroulées le 18 juillet 1943 au Stade Pommery de Reims.

## Palmarès
| Discipline        | Hommes                | Hommes              | Femmes                | Femmes       |
| ----------------- | --------------------- | ------------------- | --------------------- | ------------ |
| 60 m              | -                     | -                   | Yvonne Le Dain        | 8 s 2        |
| 100 m             | René Valmy            | 10 s 9              | Monique Dubreuilh     | 13 s 2       |
| 200 m             | René Valmy            | 22 s 0              | Monique Dubreuilh     | 26 s 6       |
| 400 m             | Jean Esprangle        | 49 s 4              | -                     | -            |
| 800 m             | Marcel Hansenne       | 1 min 56 s 2        | Paulette Delépine     | 2 min 21 s 3 |
| 1 500 m           | Marcel Hansenne       | 3 min 58 s 5        | -                     | -            |
| 5 000 m           | Jean Lalanne          | 14 min 59 s 0       | -                     | -            |
| 10 000 m          | Jean Lalanne          | 31 min 24 s 4       | -                     | -            |
| 80 m haies        | -                     | -                   | Jacqueline Mulot      | 13 s 7       |
| 110 m haies       | Jean-François Brisson | 15 s 5              | -                     | -            |
| 400 m haies       | Prudent Joye          | 55 s 4              | -                     | -            |
| 3 000 m steeple   | Jean Gallet           | 9 min 42 s 6        | -                     | -            |
| 10 000 m marche   | Joseph Manic          | 48 min 15 s 4       | -                     | -            |
| 50 km marche      | Eugène Legat          | 4 h 56 min 21 s 5 8 | -                     | -            |
| Saut en longueur  | Robert Joanblanq      | 6,84 m              | Jacqueline Combernoux | 4,95 m       |
| Triple saut       | Robert Joanblanq      | 14,20 m             | -                     | -            |
| Saut en hauteur   | Guy Lapointe          | 1,80 m              | Jacqueline Lavallée   | 1,51 m       |
| Saut à la perche  | Georges Breitmann     | 3,80 m              | -                     | -            |
| Lancer du poids   | Paul-Henry Bourron    | 14,23 m             | Jacqueline Delfollie  | 10,88 m      |
| Lancer du disque  | Jacques Wittevronghel | 46,62 m             | Renée Paganel         | 34,68 m      |
| Lancer du marteau | Roger Braconnot       | 43,85 m             | -                     | -            |
| Lancer du javelot | Charles Fabre         | 52,82 m             | -                     | -            |
| Décathlon         | Daniel Héricé         | 5 826 pts           | -                     | -            |